# Giovanni Bellucci
Pour les articles homonymes, voir Bellucci.
Giovanni Bellucci (né le 31 août 1965 à Rome) est un pianiste italien.

## Biographie
Pour la revue britannique Gramophone, Giovanni Bellucci « est un artiste destiné à poursuivre la grande tradition italienne, historiquement représentée par Busoni, Zecchi, Michelangeli, Ciani et Pollini. »
Il achève ses études pianistiques en 1985, à l'âge de 20 ans, en remportant le 1er prix, décerné à l'unanimité et avec les félicitations du jury du Conservatoire Sainte-Cécile de Rome. Il s'ensuit une prestigieuse carrière au cours de laquelle il se produit dans des salles, théâtres, et festivals internationaux prestigieux, partout à travers le monde: Hollywood Bowl, Performing Art Society de Washington, Opéra de Sydney, ou encore la Grande salle au Musikverein de Vienne.
En 2022, il  continue de donner des concerts, notamment à l'église d'Avrieux où il livre deux récitals exceptionnels d'une heure chacun. Son programme comprend des oeuvres de Fryderyk Chopin, Franz Liszt, Ludwig van Beethoven, ainsi que des oeuvres personnelles.

## Enregistrements
L’éditeur Warner Classics a publié les trois premiers CD du cycle dédié à la monumentale intégrale des 32 Sonates de Beethoven et des 9 Symphonies de Beethoven/Liszt tandis que le Concerto op. 39 de Ferruccio Busoni enregistré avec l’Orchestre et le Chœur du Théâtre national de Mannheim sera bientôt diffusé (Coviello Classics).
Le label Accord-Universal vient de publier l’intégrale des Rhapsodies hongroises de Franz Liszt et l’inédite Rhapsodie roumaine enregistrée par Giovanni Bellucci ; le coffret a déjà obtenu les récompenses du magazine français Pianiste (janvier 2012) et de la revue italienne Suono (décembre 2011) .

## Discographie
- Beethoven Complete Piano Sonatas, Vol. I, 2017, Brilliant Classics
- Franz Liszt  Les 19 Rhapsodies Hongroises - Rhapsodie Roumaine, 2011, Accord Universal
- Chopin Métamorphoses, 2010, Accord Universal
- Olivier Greif: Works, 2010, Accord Universal
- Rarities of Piano Music, from the Husum Festival, Works by Busoni, 2010, Danacord
- Franz Liszt: Paraphrases d'opéras de Bellini et Verdi, 2009, Warner Classics - classé dans les « dix meilleurs enregistrements lisztiens de toute l'histoire » par Diapason[5],[6]
- Beethoven Klaviersonaten und Symphonien Vol. I, 2009, Warner Classics
- Beethoven Klaviersonaten und Symphonien Vol. II, 2009, Warner Classics
- Beethoven Klaviersonaten und Symphonien Vol. III, 2009, Warner Classics
- 60 years of the International Competition Prague Spring, 2008, Ceski Rozhlas
- Hector Berlioz Symphonie Fantastique Piano transcription by Franz Liszt, 2006, Decca
- Franz Liszt. Œuvres pour piano et orchestre et pour piano solo, 2006, Accord Universal
- Rarities of Piano Music, from the Husum Festival, Works by Liszt and Gottschalk , 2002, Danacord
- Editor's choice. The 10 best CDs of the month, 2000, Gramophone
- Franz Liszt/Ferruccio Busoni: Fantaisie et fugue Ad nos ad salutarem undam - Beethoven Sonate n.29 Hammerklavier, 1999, Assai
- Tchaikowski Piano Concerto n.1, 1995, RGIP
- Concorso Opera Prima Philips, 1991, Philips

## Sources
- (it) Umberto Padroni, "Chopin Métamorphoses", Suono, février 2011
- Carter Chris Humphray "Giovanni Bellucci, piano. Liszt: Paraphrases d'opéras", Classique News, septembre 2009
- (en) Hugo Shirley, "Beethoven: Piano Sonatas and Symphonies, Giovanni Bellucci", Musical Criticism, avril 2009
- Gilles Macassar, "Transcription pour piano de Franz Liszt - Symphonie fantastique, Berlioz. Giovanni Bellucci (piano)", Télérama, janvier 2007
- (en) "Come all ye faithful: Classical music in review", The Sydney Morning Herald, décembre 2005
- (it) « Musica: Bellucci tra top 10 dei migliori musicisti », Adnkronos, 2004
- (en) Richard Osborne "Editor's choice for Assai CD, Liszt Bellini and Verdi opera paraphrases Giovanni Bellucci", Gramophone, 2002